# Bleigrauer Löwenzahn
Der Bleigraue Löwenzahn (Taraxacum plumbeum) ist eine Kleinart der Rotfrüchtigen oder Schwielen-Löwenzähne (Taraxacum sect. Erythrosperma).

## Erscheinungsbild

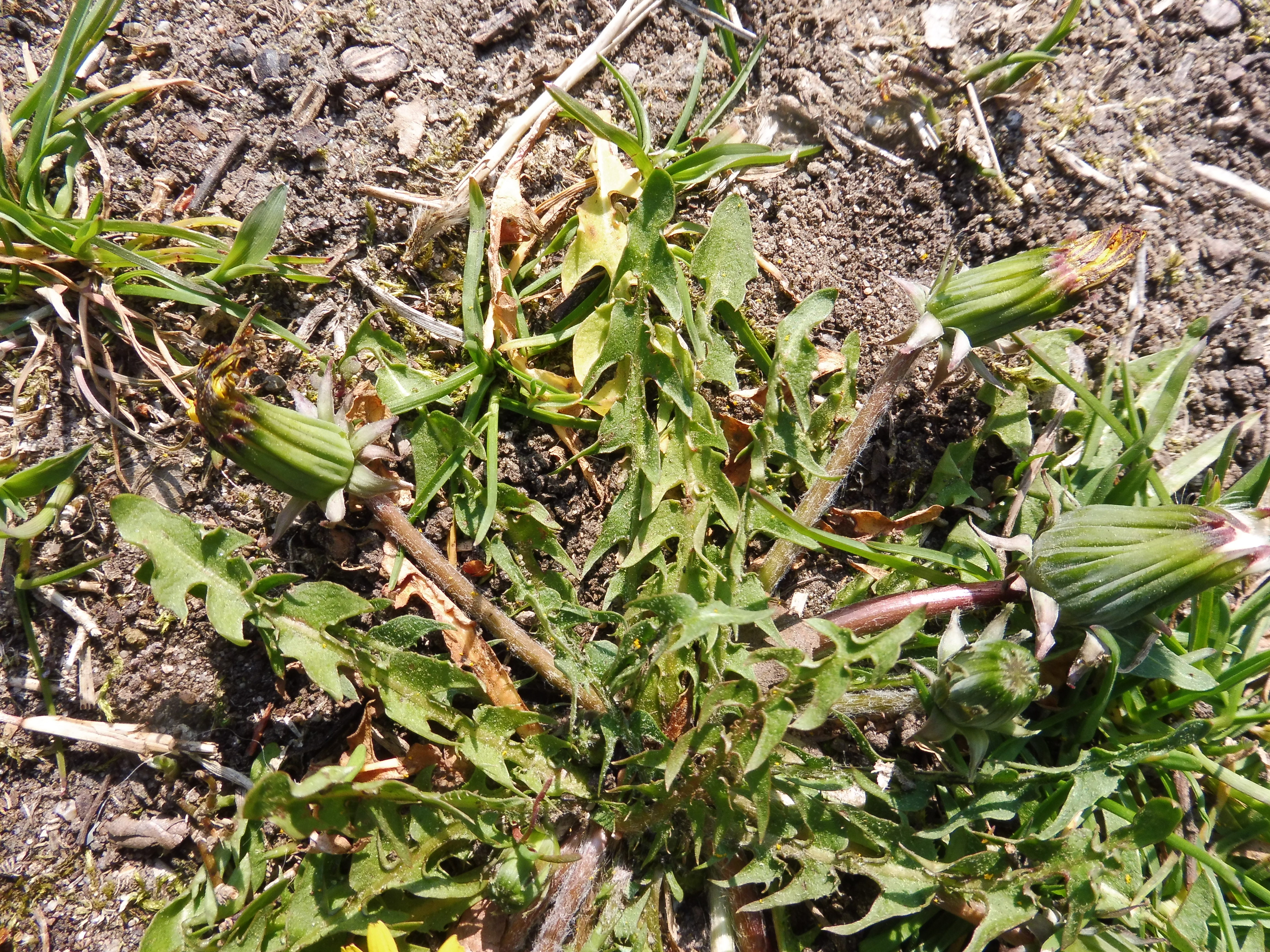
Blätter des Bleigrauen Löwenzahns, Erzbergerstraße, Karlsruhe

Die ausdauernde krautige Pflanze besitzt sattgelbe Blüten. Die mehr oder weniger stark behaarten Laubblätter sind dunkelgrün und gelappt, wobei die Seitenlappen an der Oberkante kleine Zähnchen aufweisen. Der Löwenzahn hat rötliche Blattstiele, schmal bis etwas geflügelt. Die Hülle ist mehr oder weniger schwarzgrün und bereift. Die äußeren Hüllblätter sind schmal eiförmig bis ei-lanzettlich und meist lose anliegend, deutlich berandet und unverdickt bis verdickt. Die inneren Hüllblätter sind reingrün und gehöckert. Die Griffeläste sind grau. Die Achänen von Taraxacum plumbeum sind ziegelrot und 2–2,5 mm lang.
Die Pflanze blüht von Mitte April bis Anfang Mai, in warmen Jahren auch etwas früher.
Die Chromosomenzahl beträgt 3n = 24. Es handelt sich demnach um eine triploide Art.

## Erstbeschreibung
Taraxacum plumbeum wurde 1911 von dem schwedischen Botaniker Gustav Adolf Hugo Dahlstedt (1856–1934) erstbeschrieben. Synonym ist Taraxum franconicum Sahlin.

## Verbreitung

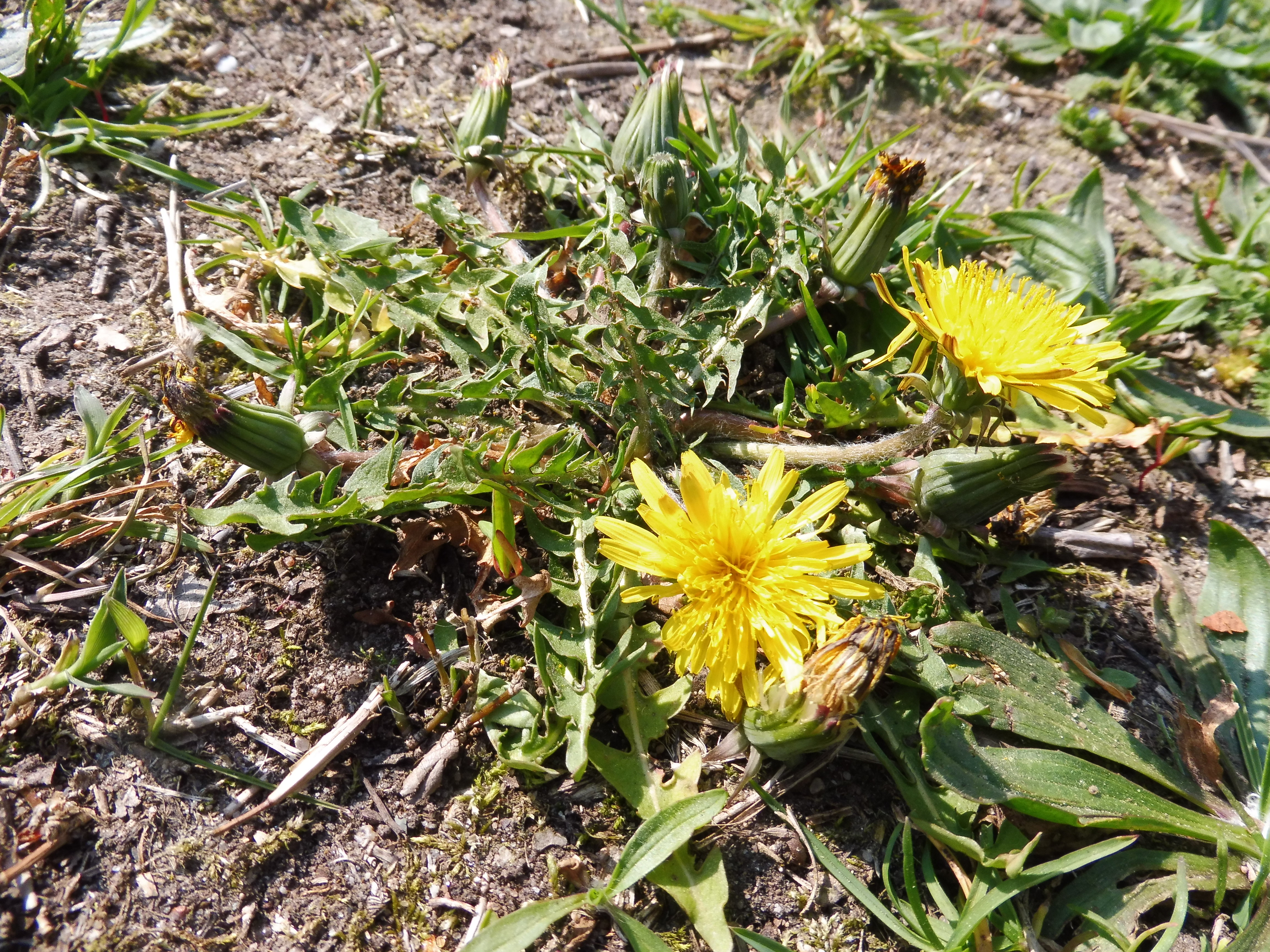
Bleigrauer Löwenzahn (Habitus) in Scherrasen der Erzbergerstraße, Karlsruhe

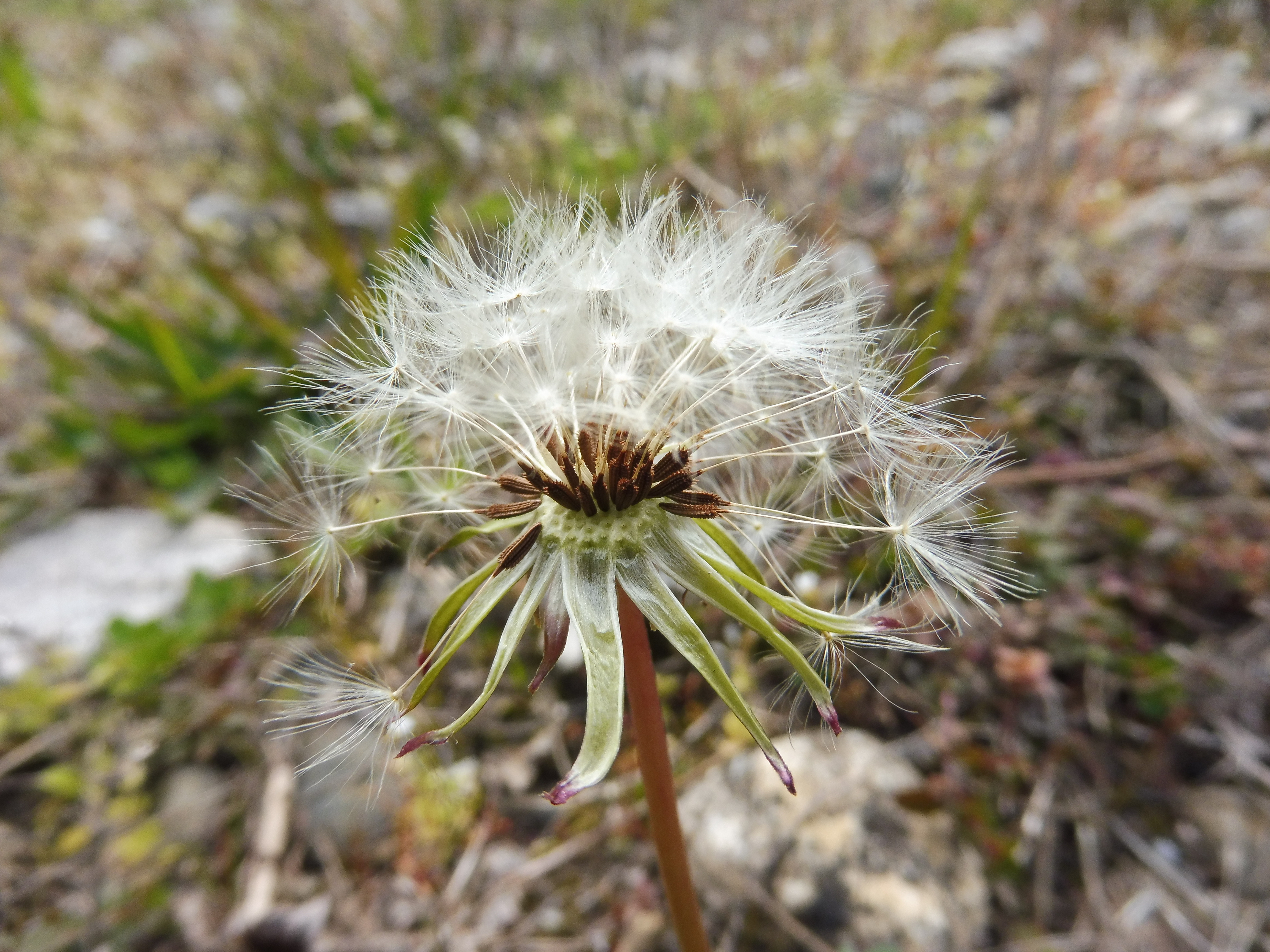
Achänen des Bleigrauen Löwenzahnes beim Solarpark Iffezheim (Baden-Württemberg); 17. April 2021

### Standortansprüche
Der Bleigraue Löwenzahn wächst bevorzugt in Schafweiden, ferner an Wegrändern, Ackerflächen und in Scherrasen.

### Verbreitung in Deutschland
Die Pflanze kommt zerstreut in ganz Deutschland vor. In Baden-Württemberg sind Nachweise von der Schwäbischen Alb (hier vor allem vom Nordrand), ferner aus dem Rhein- und dem Neckartal belegt. 4)

## Artenschutz
Die Art bedarf wegen ihrer Gefährdung und Seltenheit des Naturschutzes. Wie alle Arten der Schwielen-Löwenzähne ist der Bleigraue Löwenzahn eine konkurrenzschwache Art, die Pionierstandorte besiedelt. Durch extensive Beweidung lässt sich die Art fördern.